# ジャン・エロー
ジャン・エロー（Jean Hulot, 1871年 - 1959年）は、フランスの建築家。
1888年にエコール・デ・ボザールに入学し、マルセル・ランベールに師事する。在学中に数多くの賞に輝き、1901年にはアメリカアカデミーの課題でローマ賞を受賞する。留学中にシチリア、ギリシャと足を伸ばす。
フランス帰国後は、公共建築を監督する公共建築主任建築家の職に着く。
1913年以降は古建築を担当する史的記念物担当にも任命されている。こうして、サンジェルマン・アン・レイの城館やマルメゾンの城館、トゥルーズのジャコバン修道院などを担当したほか、スエズ運河会社の建築も委嘱し、イスマイリアのカトリック教会やポートサイトの大聖堂などの作品を手がける。